# Jacopo Vedovato
Jacopo Vedovato (Camposampiero, 13 gennaio 1995) è un cestista italiano.